# Cecchiniola platyscelidina
Cecchiniola platyscelidina is een keversoort uit de familie bladkevers (Chrysomelidae). De wetenschappelijke naam van de soort werd in 1898 gepubliceerd door Jacobson.